# 정한용 (시인)
정한용(Hanyong Jeong, 1958년 ~ )은 대한민국 시인이다. 충북 충주에서 태어났으며, 경희대학원에서 문학 박사 학위를 받았다.
1980년 <중앙일보> 신춘문예 평론 < 초극의지의 구조적 현현 >이 당선되고 1985년 <시운동>에 시를 발표하면서 문학 활동을 시작했다. 시집으로 [얼굴없는 사람과의 약속](1990), [슬픈 산타 페](1994), [나나 이야기](1999), [흰 꽃](2006), [유령들](2011), [거짓말의 탄생](2015), 영문시집[How to make a mink coat] (2015), [Children of Fire ] (2020)를 냈으며, 그 외 저서로 [민족문학 주체논쟁](1989 편저), [지옥에 대한 두 개의 보고서](1995 평론집), [울림과 들림](2006 평론집), [초월의 시학](2017 평론 단행본) 등이 있다.
2003년 IWP (미국 아이오와대학교 국제창작 프로그램)에 참가했으며, 2006년 이후 제노사이드에 관심을 갖고 폭력과 평등의 문제를 지적 사유의 담론으로 제시, 생명에 대한 소명의식으로서 문학적 서정성을 구현하고자 노력하고 있다.
<정신과 표현>, <시를 사랑하는 사람들>, <시와시학>, <웹진 시인광장>의 편집위원과, <빈터문학회> 대표를 역임했다.
정한용의 시는 절제된 문장과 서정성을 확보하면서 동시에 평등과 평화라는 목적을 두고 생태주의적 관점에 주목하고 있는 점이 특징이다. 2011년 발표된 시집 [유령들]은 인간의 이기적인 존재성이란 명제하에 지구촌 곳곳에서 벌어지는 갈등과 폭력, 테러, 자연과 환경파괴라는 행위적 실상의 모순을 파헤치고 있는데, 특히 인간회복과 반성의 담론을 제시하며 구체적인 사례를 들어 매우 사실적으로 나타냈다.
2015년 출간한 [거짓말의 탄생], 영문시집[How to make a mink coat : 밍크코트 만드는 법]은 인간사회의 모순상황과 시대의 아픔, 고통을 풍자화하는 시적 형상화와 상황 설정이 뛰어난 시집으로 우리가 처한 지구촌의 모순과 생명, 생태환경의 깃점에서 출발하여 나아가 자연과 우주를 현실과 가상세계로 연결하여 현실의 현실성과 비현실성을 초리얼하게 그리고 있는 것이 특징이다.
2020년 출간한 [Children of Fire : 불의 아이들] 시집의 시편들은 우리가 속해 있는 기존의 욕망, 모순, 불평등이라는 편협된 사고방식의 틀을 깨고 생명의 존엄성을 일깨워 인류의 평화로운 상생정신을 재건하기 위한 메시지들을 우리에게 새롭게 제시하고 있다. 그의 시집을 두고 장인수 시인은 정 시인의 시평을 통해..."인간은 여지없이 비인간적이다. 조리는 온통 부조리다. 지구촌은 온통 비정함과 불합리와 무질서와 불온의 소굴이다. 인간은 누구나 유죄다. 까뮈로부터 정한용에 이르기까지! 반항적 인간은 있어야 한다.'...라고 말한 바 있다.
정한용 시인은 타인에 대한 고통과 관심을 환기하여 지적사유의 새로운 문제와 실재적 담론을 시적 서정성으로 담보, 표현, 제시한 바로써 2012년 제 14회 <천상병 시문학상>과  2019년 <시와시학 시인상>을 수상했다.
현재 시, 평론, 에세이 창작 및 기고 활동과 사진, 여행, 도예, 시각 및 조형예술(비쥬얼 아트) 등의 전방위 예술 작가로 활동하고 있으며 전자책전문 출판사 《디지북스》를 운영하고 있다.
저서
시집
```
[얼굴없는 사람과의 약속](1990) 민음사
[슬픈 산타 페](1994) 세계사
[나나 이야기](1999) 민음사
[흰 꽃](2006) 문학동네
[유령들](2011) 민음사
[거짓말의 탄생](2015) 문학동네                                                                                                                                               [천 년 동안 내리는 비] (2021) 여우난골
```

영문시집
```
[How to make a mink coat] (2015) Publisher: Xlibris AU (Nov. 29 2015)/ Amazon Digital Services, Inc                                                                  [Children of Fire ] (2020) Publisher: DiziBooks publishing Co.(Oct. 15, 2020)/ printed in Seoul, South KOREA
```

평론 외 저서
```
[민족문학 주체논쟁](1989 편저)
[지옥에 대한 두 개의 보고서](1995 평론집) 시와시학사
[울림과 들림](2006 평론집)문학의전당                                                                                                                                 [초월의 시학](2017 단행본)디지북스 출판(전자책)
```